# دیگانه
دیگانه (به لاتین: Digane) یک منطقهٔ مسکونی در سری‌لانکا است که در استان مرکزی (سری‌لانکا) واقع شده‌است.